# Elmo E. Kaila
Elmo Edvard Kaila, född 6 februari 1888 i Jockis, död 16 mars 1935 i Helsingfors, var en finländsk studentpolitiker.
Kaila blev filosofie doktor 1932 på avhandlingen Pohjanmaa ja meri (1931), som fortfarande anses intressant på grund av sin anknytning till geografi och handelshistoria. Han var bland annat som chefredaktör för skyddskårstidningen, sedermera Hakkapeliitta, och före detta medlemsvärvare för jägarrörelsen en av 1920-talets mest inflytelserika personer i olika politiska och militära kretsar. Han utövade från början ett dominerande inflytande genom Akademiska Karelen-Sällskapet, vars ordförande han var 1923–1927 och 1928–1930. 
Kailas karismatiska utstrålning gjorde att en del i honom såg den starke mannen som skulle befria Finland från kommunismens ok. Han skadades dock svårt vid en olyckshändelse 1929 och tillfrisknade aldrig helt.